# Contratación
Contratación là một khu tự quản thuộc tỉnh Santander, Colombia. Thủ phủ của khu tự quản Contratación đóng tại Contratación Khu tự quản Contratación có diện tích 117 ki lô mét vuông. Đến thời điểm ngày 28 tháng 5 năm 2005, khu tự quản Contratación có dân số 4520 người.